# Vol de convoyage
En aéronautique, un vol de convoyage est un vol dont la finalité est le transport de l'aéronef lui-même. Il peut s'agir de livrer un avion à son acheteur (ou son loueur), de transporter l'appareil au point de départ de ses futures missions, de le transporter pour les besoins de la maintenance, ou enfin de l'amener en fin de vie sur son site de démantèlement ou un musée.

## Aspects règlementaires
Les autorités de l'aviation civile (par exemple l'AESA en Europe ou la FAA aux États-Unis) délivrent des permis de convoyage. Ces dérogations permettent de faire voler pour convoyage un avion qui ne répond à toutes les conditions pour un vol avec des passagers ou une cargaison, typiquement pour l'emmener vers une entreprise qui doit assurer une réparation ou une opération de maintenance. Cela peut concerner, par exemple, un avion dont un équipement de bord non vital est hors-service.